# معهد المعلمين القوقازيين
معهد المعلمين القوقازيين (الروسية: Закавказская учительская семинария ) في غوري (جورجيا الحالية) كانت مدرسة ثانوية متخصصة مدتها 4 سنوات في الإمبراطورية الروسية في الفترة من 1876 إلى 1917 تهدف إلى التدريب المهني لمعلمي المدارس الابتدائية. يُستخدم المبنى التاريخي حاليًا من مدرسة غوري العامة (بالإنجليزية: Gori Public School N9).

## التاريخ
تأسس معهد المعلمين القوقازيين كمؤسسة تعليمية متخصصة لشعوب القوقاز، الذين كانوا مهتمين بممارسة مهنة التدريس في المدارس الابتدائية الإقليمية. اشتهرت المدرسة بوجود قسم للتتار (التتار هي طريقة شائعة للإشارة إلى الأذربيجانيين وغيرهم من المجموعات العرقية الناطقة بالتركية في القوقاز) الذي أُنشئ في عام 1879 نتيجة لجهود ميرزا فاتالي أخوندوف. ركز القسم على إعداد المعلمين للمدارس الابتدائية التي يرتادها المسلمون فقط أو أغلبهم مسلمون. كانت لغة التدريس في معهد المعلمين القوقازيين هي اللغة الروسية.
بعد التحول إلى النظام السوفييتي، أعيد تنظيم المدرسة الدينية لتصبح معهد غوري التربوي.

## خريجون مشهورون
- عزير حاجبكوف
- ناريمان ناريمانوف
- فازها-بشافيلا [الإنجليزية]
- جليل محمد غول زاده [الإنجليزية]
- مسلم ماغوماييف، ملحن وقائد أوبرا
- ميخائيل أليكسييفيتش ميروبييف [الإنجليزية]
- ياكوب جوجباشفيلي [الإنجليزية]
- سليمان ساني أخوندوف [الإنجليزية]
- تيمور بايراماليبيوف [الإنجليزية]
- نورمحمد بك شاهسواروف [الإنجليزية]، وزير التعليم والشؤون الدينية في جمهورية أذربيجان الديمقراطية [الإنجليزية] في الحكومة الخامسة لجمهورية أذربيجان الديمقراطية [الإنجليزية]
- فرهاد أغازاده [الإنجليزية]
- ميرزا حسين حسن زاده [الإنجليزية]